# روبرتو بشاره
روبرتو بشاره (انگلیسی: Roberto Bishara؛ زادهٔ ۱۸ اوت ۱۹۸۱) بازیکن سابق و مربی فوتبال اهل فلسطین-شیلی است.
از باشگاه‌هایی که در آن بازی کرده است می‌توان به باشگاه فوتبال سانتیاگو واندررس، باشگاه فوتبال یونیورسیداد کاتولیکا، و باشگاه ورزشی پالستینو اشاره کرد.
وی همچنین در تیم ملی فوتبال فلسطین بازی کرده است.